# ماثيو سنكلير
ماثيو سنكلير (9 نوفمبر 1975 في أستراليا - ) (بالإنجليزية: Mathew Sinclair)‏ هو لاعب كريكت نيوزلندي. شارك مع منتخب نيوزيلندا الوطني للكريكت. أما مع النوادي، فقد لعب مع Central Districts cricket team ‏.

## وصلات خارجية
- ماثيو سنكلير على موقع إي آس بي آن كريك إنفو (الإنجليزية)